# Alfred Heinsohn

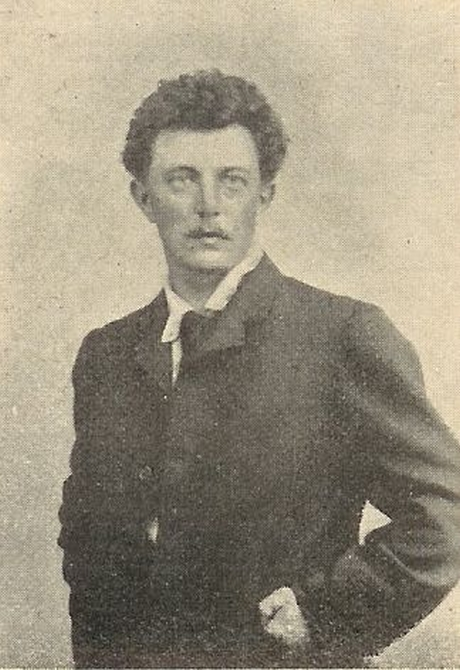
Alfred Heinsohn, 1906

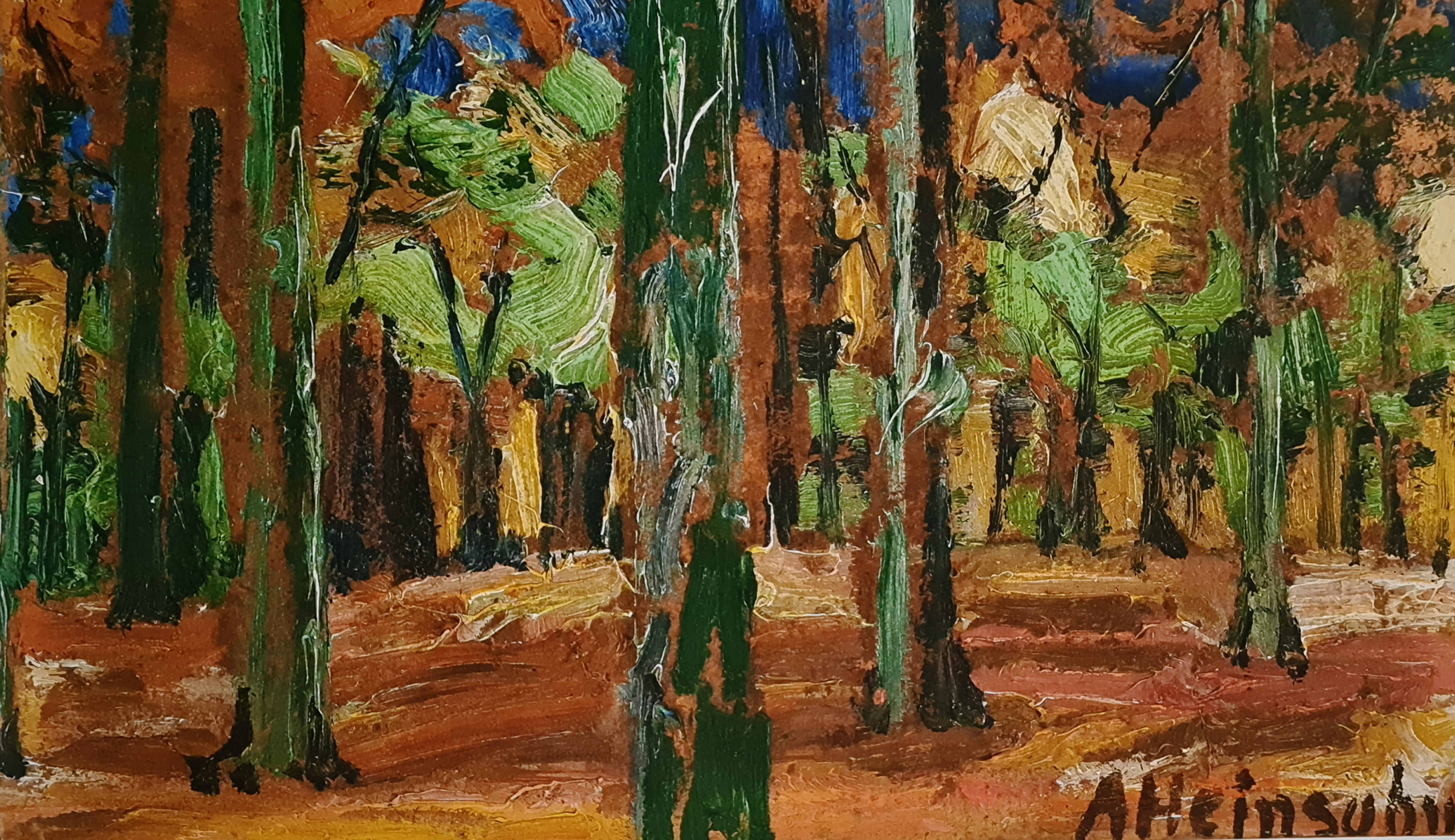
Herbstwald, um 1915 (WVZ G 048), Öl auf Karton, 12,5 × 21,5 cm (Privatbesitz)

Alfred Heinsohn (* 10. Februar 1875 in Hamburg; † 12. November 1927 ebenda) war ein deutscher Maler.

## Leben
Alfred Heinsohn wurde am 10. Februar 1875 in Hamburg geboren. Er war das dritte von sechs Kindern des Schnapsbrenners und Mineralwasserfabrikanten Jacob Julius Heinsohn und dessen Ehefrau Johanna Elise Christina. Über seine Kinderjahre und Jugendzeit in der Steinstr. 3, dem Arbeits- und Wohnort der Familie, gelegen im alten Gängeviertel der Hansestadt, ist nichts weiter bekannt. Er erlernte zunächst beim Hamburger Künstler Hermann Stuhr (1870–1918) die Dekorationsmalerei und besuchte möglicherweise auch die Hamburger Gewerbeschule.
Es folgten weiterführende Kurse in Karlsruhe und Düsseldorf. An der Großherzoglich Badischen Kunstschule in Karlsruhe war der Professor für Ornamentik Franz Sales Meyer sein Lehrer, in Düsseldorf Fritz Neuhaus, der dort figurales Zeichnen und Malen unterrichtete. 1894 – im Todesjahr seiner Mutter – setzte Heinsohn sein Studium an der Großherzoglich-Sächsischen Kunstschule in Weimar bei Theodor Hagen, Franz Bunke und Christian Rohlfs fort. In Weimar lernte er außerdem Rudolf Bartels und Peter Paul Draewing kennen.
Sein Lehrer Franz Bunke stammte aus Schwaan in Mecklenburg, wo er um 1880 die Künstlerkolonie Schwaan gründete. Heinsohn reiste zunächst von 1898 bis 1902 durch Deutschland, besuchte Lauenburg, Thüringen, die Lüneburger Heide und den Schwarzwald. 1902 ließ er sich dann in Schwaan nieder und baute sich am Stadtrand an der Warnow ein Haus mit eigenem Atelier, das bis heute als Warnow-Villa bekannt ist. 1904 stellte Heinsohn zum ersten Mal seine Werke gemeinsam mit Franz Bunke, Peter Paul Draewing und Rudolf Bartels in Rostock aus. 1905 folgte dann die Gründung der Mecklenburg–Pommerschen Künstlervereinigung, deren Geschäfte Heinsohn zeitweilig führte. 1907 hielt sich Heinsohn für einen Malaufenthalt in Dändorf auf dem Darß auf und verließ 1910 Schwaan, um durch die Schweiz und Frankreich zu reisen.

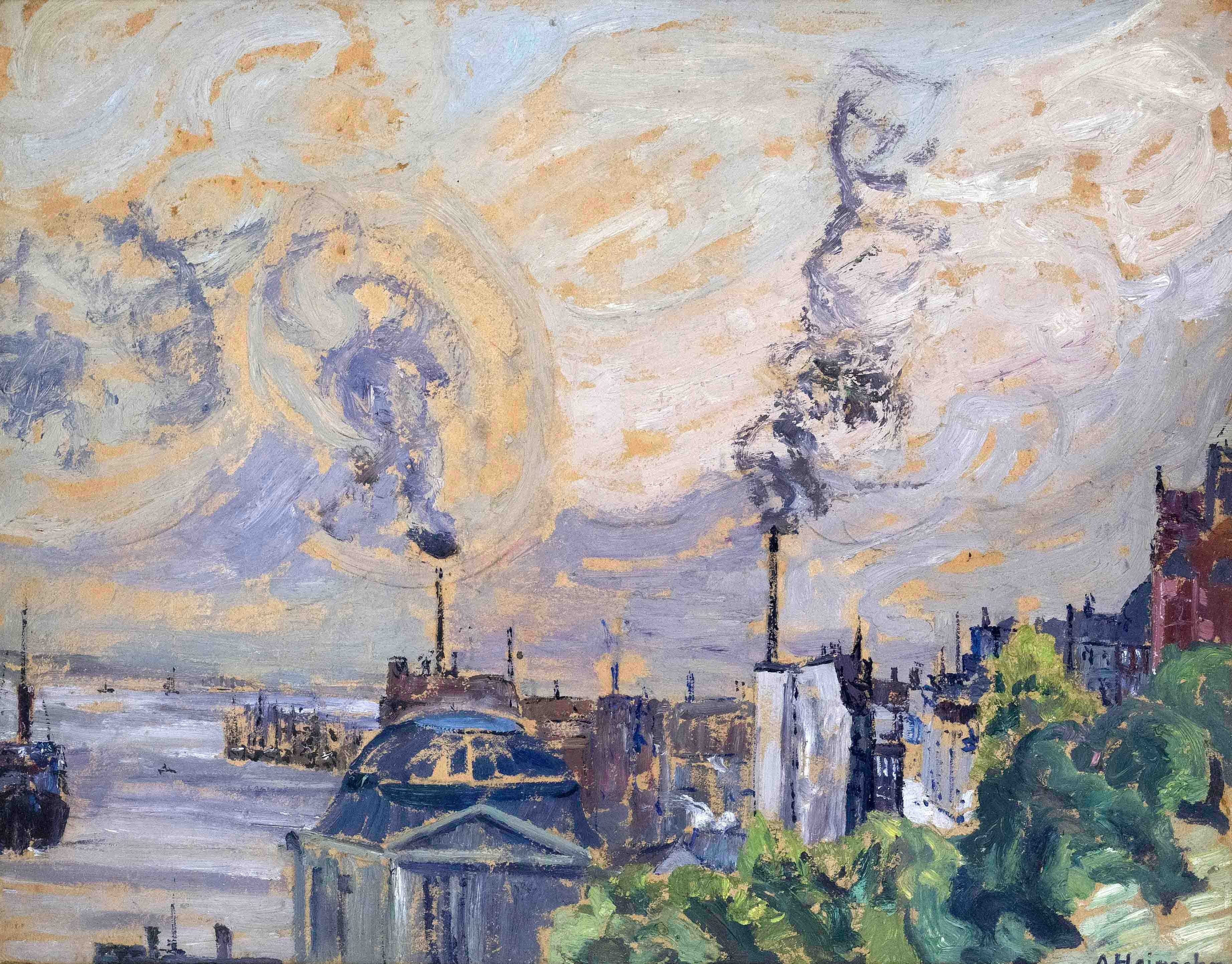
Elbufer vom Stintfang, Hamburg (1919)

Vermutlich 1912 verkaufte er seine Warnow-Villa und kehrte bis zu seiner Einberufung in den Ersten Weltkrieg wieder nach Hamburg zurück. Mit der Einberufung verlieren sich seine Spuren in Schwaan, wahrscheinlich unterbrach er während des Krieges seine künstlerische Arbeit.

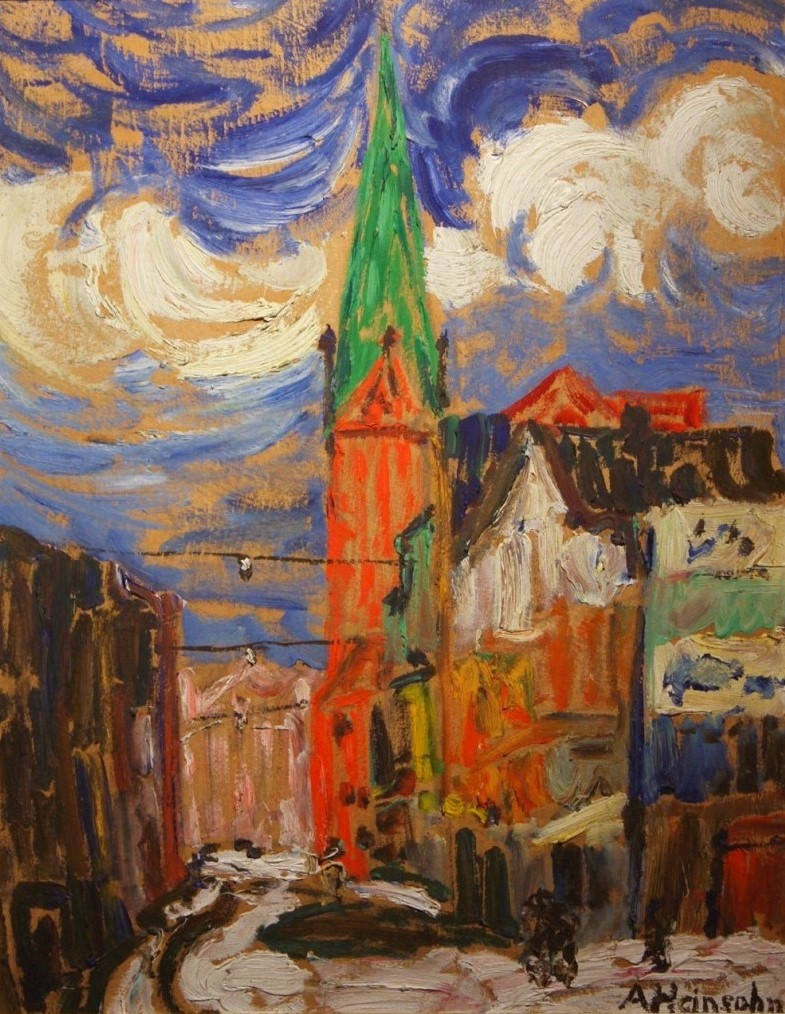
Petriturm Hamburg (1918/1920)

In den frühen 1920er Jahren lebte er für drei Jahre in Guben bei seinem Bruder Max und beteiligte sich von hier aus an Ausstellungen in Hamburg. So nahm er 1921 jeweils mit einem Gemälde an der 2. Ausstellung der Hamburger Sezession und an der 16. Ausstellung des Deutschen Künstlerbundes in der Hamburger Kunsthalle teil. Auch diese Ausstellungen brachten für Heinsohn nicht den erhofften künstlerischen und finanziellen Durchbruch.
Alfred Heinsohn starb am 12. November 1927 im Alter von 52 Jahren völlig verarmt und vereinsamt im Hamburger Hafenkrankenhaus an den Folgen einer selbst zugefügten Leuchtgasvergiftung. Beigesetzt wurde er am 22. November auf dem Ohlsdorfer Friedhof.
Im 66. Band der Sozialistischen Monatshefte findet sich folgender Nachruf: „Durch eigene Hand endete Ende November in Hamburg, im Alter von 52 Jahren, der Maler Alfred Heinsohn. (...) Er war Schüler Theodor Hagens und galt als eine besondere künstlerische Begabung. Nahrungssorgen haben ihn in den Tod getrieben.“

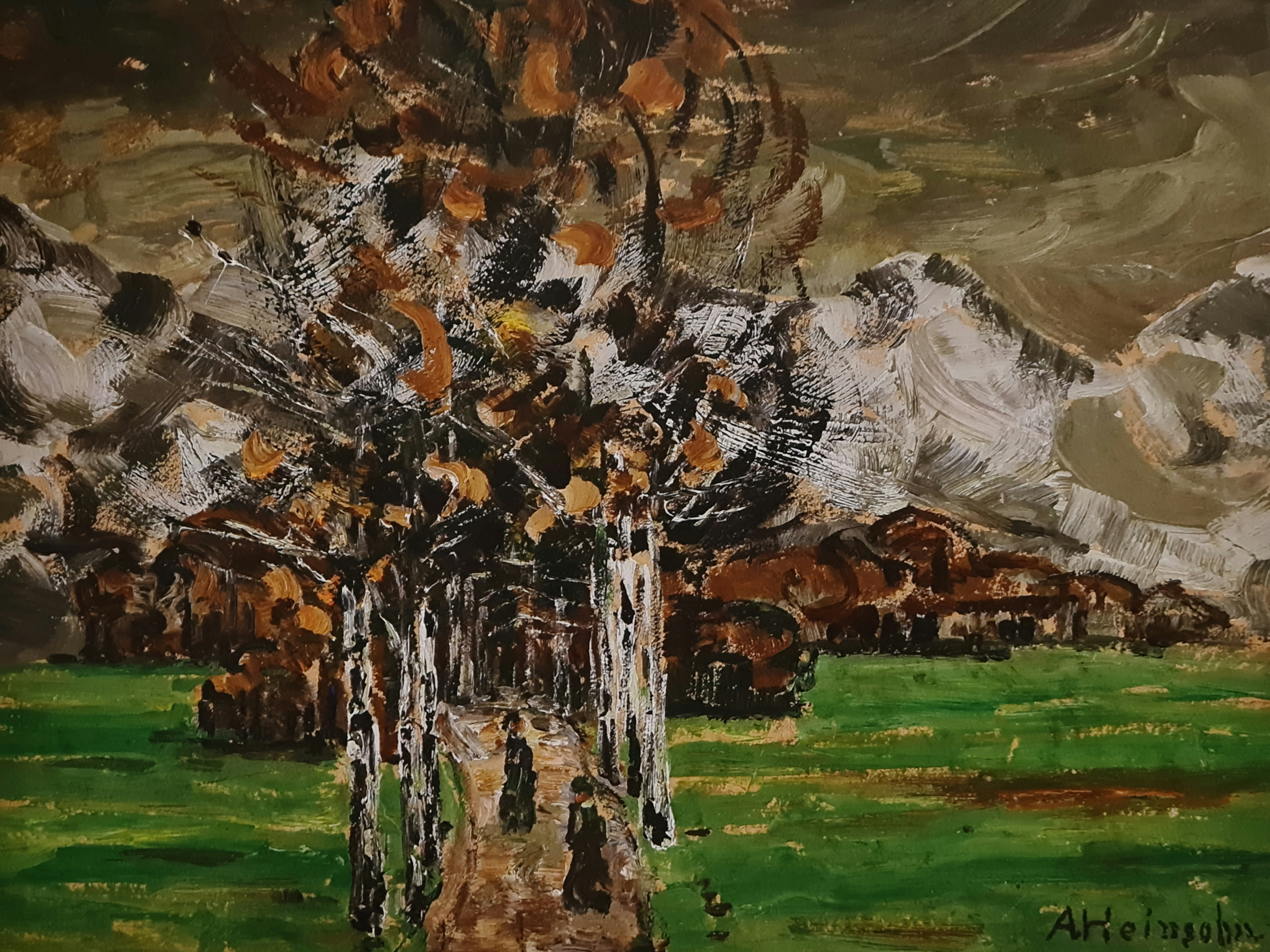
Dolomiten, Birkenallee im Gebirge, um 1919 (WVZ G 072) Öl auf Karton, 34,5 × 45 cm Kunstmuseum Schwaan

## Werk
Alfred Heinsohn entwickelte einen individuell expressiven, zunehmend abstrakten Stil. Typisch ist unbehandeltes, grobes Sackleinen als Malgrund, dessen Tönung in die Komposition integriert wurde. Neben Ölgemälden und Aquarellen entstanden auch farbige Zeichnungen, häufig in kleineren Formaten. Heinsohn beschäftigte sich außerdem mit theoretischen Problemen der Farbe und mit Architekturentwürfen. Im Jahr 1933 veranstaltete der Kunstraum Lüders in Hamburg eine Einzelausstellung mit Werken des Künstlers.
Danach gerieten Alfred Heinsohn und sein Werk in Vergessenheit, bis in den 1990er Jahren erste Ölgemälde im Kunsthandel wieder auftauchten. Es ist dem Kooperationsprojekt zwischen dem Kunstmuseum Schwaan und dem Staatlichen Museum Schwerin zu verdanken, dass das Leben und das Werk Alfred Heinsohn umfassend erforscht und dokumentiert wurden. Mit Hilfe eines öffentlichen Aufrufs in den Medien wurde versucht, Kenntnis von möglichst allen Werken zu erhalten. Diese Arbeit mündete 2021 in der Sonderausstellung Alfred Heinsohn. Maler der Moderne im Kunstmuseum Schwaan.

## Werke
Im Ausstellungskatalog des Kunstmuseums Schwaan Alfred Heinsohn. Maler der Moderne, der von Heiko Brunner und Kornelia Röder herausgegeben wurde, findet sich ein umfassendes Werkverzeichnis der Arbeiten Alfred Heinsohns. Alle Ölgemälde (154), Aquarelle und Handzeichnungen (150), die bis heute bekannt sind, wurden katalogisiert und farbig abgebildet. Die in Klammern hinterlegte Nummerierung bezieht sich auf dieses Verzeichnis.

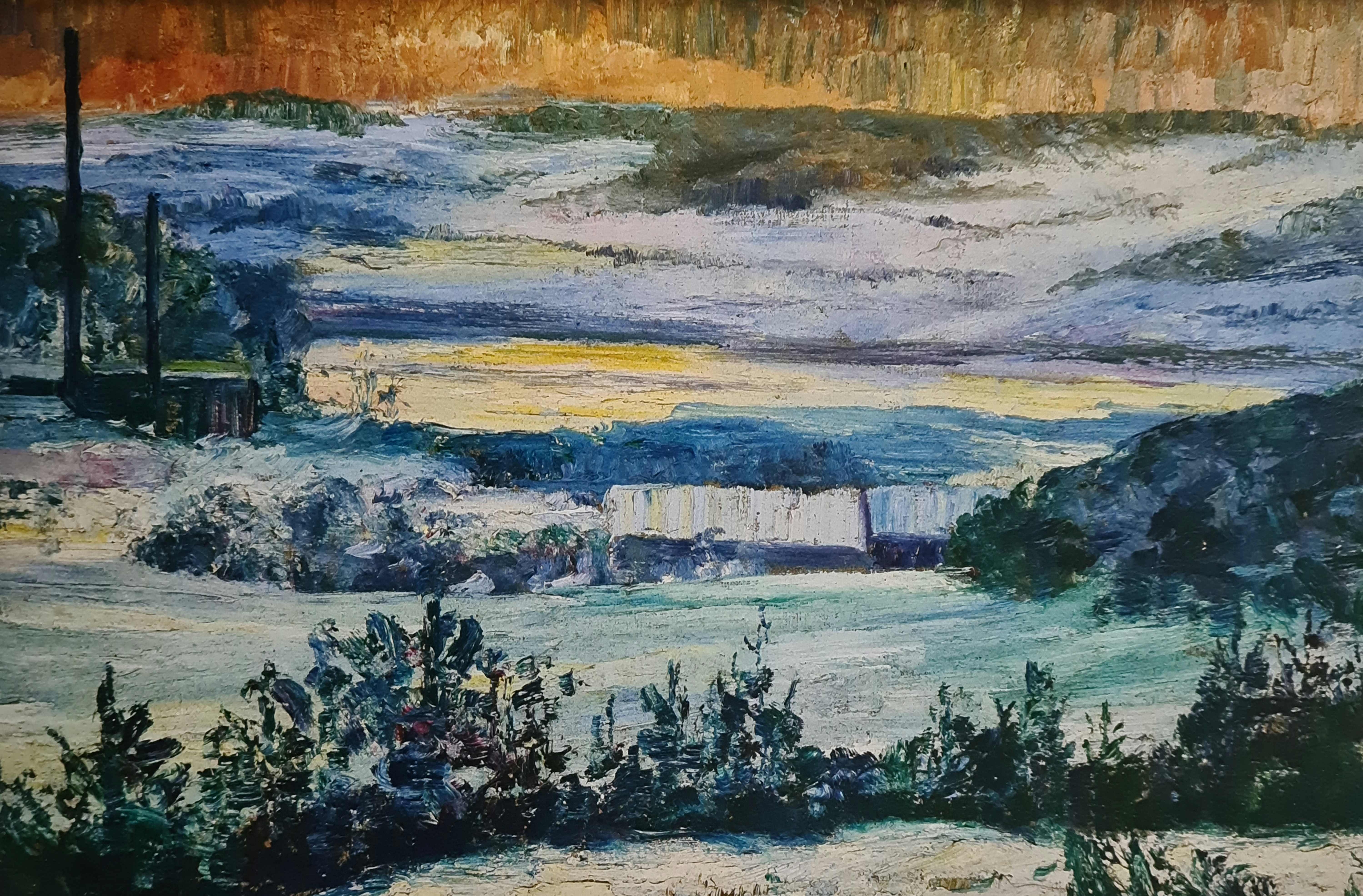
Dorf im Winter, um 1905 (WVZ G 015), Öl auf Leinwand, 59,5 × 90,5 cm

- Am Waldrand, Öl auf Leinwand, 60 × 90 cm, 1895, Kunstmuseum Schwaan (WVZ G 002)
- Kirchhof, Friedhof in Schwaan, Öl auf Leinwand, 59,5 × 90,5 cm, 1910, Kunstmuseum Schwaan (WVZ G 008)
- Mecklenburgische Landschaft an der Warnow, Öl auf Leinwand, 53 × 81 cm, 1910, Privatbesitz (WVZ G 022)
- Hof in der Steinstraße, Öl auf Karton, 13,5 × 22,5 cm, 1915, Privatbesitz (WVZ G 033)
- Hamburger Hafen, Öl auf Leinwand, 50 × 69,5 cm, 1915, Kunstmuseum Schwaan (WVZ G 053)
- Dolomiten Kirchaufgang, Öl auf Karton, 45 × 35 cm, 1919/20, Kunstmuseum Schwaan (WVZ G 076)
- Paris Pont Neuf, Öl auf Karton, 13 × 22 cm, 1918, Privatbesitz (WVZ G 116)
- Gelbe Blumen, Öl auf Sackleinen, 60 × 60 cm, 1920, Privatbesitz (WVZ G 123)
- In den Bergen, Aquarell, 6 × 9,3 cm, 1920, Privatbesitz (WVZ HZ 067)
- Gebirgsdorf, Mischtechnik, 23 × 13,8 cm, Privatbesitz (WVZ HZ 144)
- Lindenbruch bei Schwaan, öl auf Leinwand, H 90 cm[8]

## Literatur

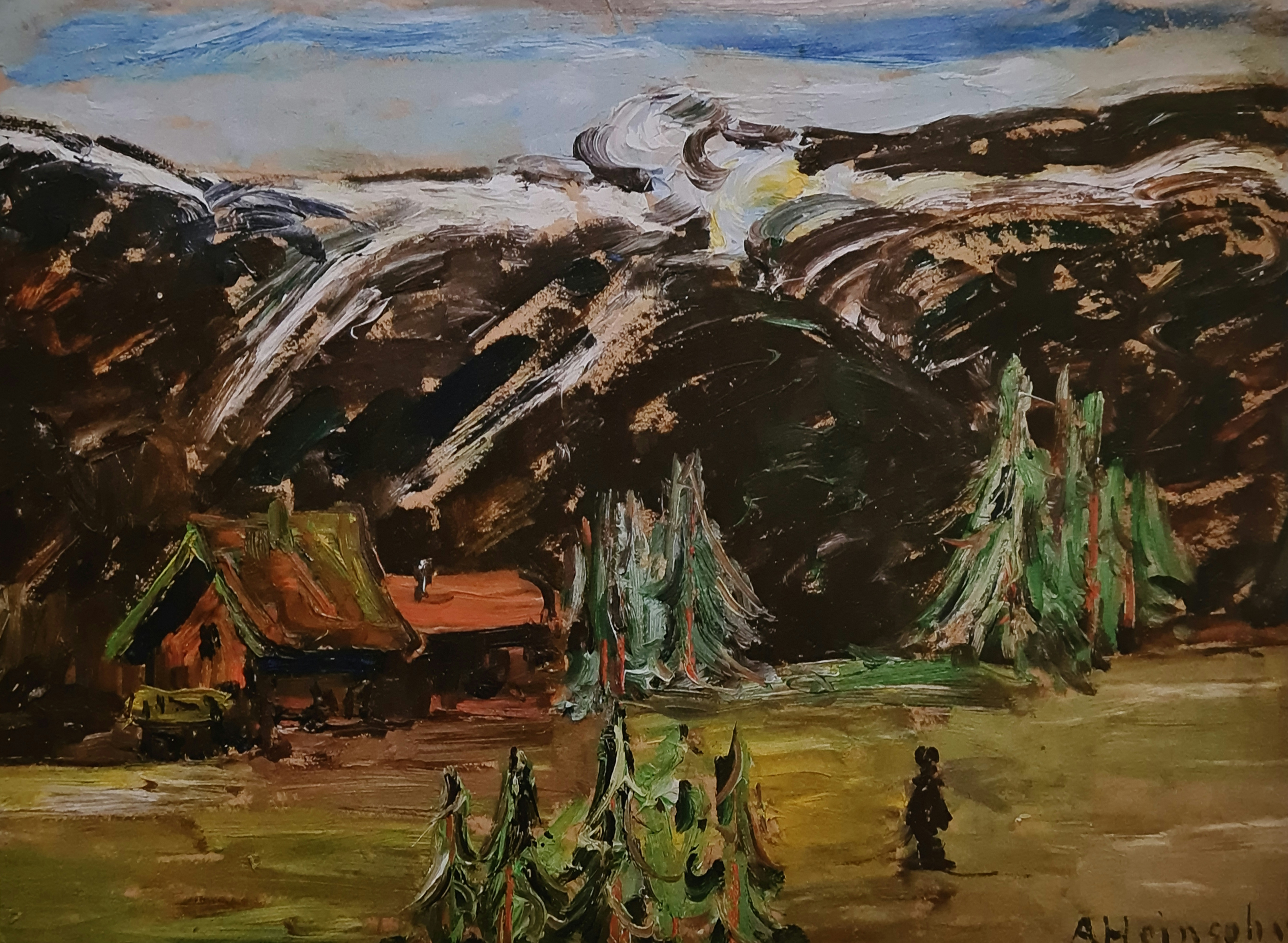
Dolomiten, kleines Gehöft, um 1920 (WVZ 073), Öl auf Leinwand, 34,5 × 43,5 cm (Kunstmuseum Schwaan)